# Methicula dimidiata
Methicula dimidiata là một loài bọ cánh cứng trong họ Cerambycidae.